# Jeremy Irons
Jeremy John Irons (/ˈaɪ.ənz/; sinh ngày 19 tháng 9 năm 1948) là một diễn viên và nhà hoạt động người Anh. Ông là một trong số ít minh tinh trên thế giới đã đạt được Tam Vương Diễn Xuất, giành giải Oscar cho điện ảnh, giải Emmy cho truyền hình và giải Tony cho sân khấu. Sau khi được đào tạo bài bản về trường phái cổ điển tại trường Bristol Old Vic, ông bắt đầu nghiệp diễn trên sân khấu vào năm 1969 và từ đó đã xuất hiện trong rất nhiều tác phẩm của nhà hát West End, tiêu biểu nhất phải kể đến là vở The Winter's Tale, Macbeth, Much Ado About Nothing, The Taming of the Shrew và Richard II của Shakespeare. Năm 1984, ông ra mắt trên Broadway trong vở The Real Thing của nhà biên kịch Tom Stoppard và nhận về giải Tony cho Nam diễn viên chính kịch xuất sắc nhất.
Vai diễn đột phá của Irons đến từ Brideshead Revisited (1981) của đài ITV, series thường xuyên nằm trong danh sách bảng xếp hạng những bộ phim truyền hình Anh Quốc xuất sắc nhất cũng như các tác phẩm chuyển thể từ văn học hay nhất. Bên cạnh đó, vai diễn điện ảnh lớn đầu tiên của Irons nằm trong bộ phim The French Lieutenant's Woman (1981) đóng chung cùng huyền thoại Meryl Streep đã mang về cho ông đề cử giải thưởng Viện Hàn Lâm Anh đầu tiên trong sự nghiệp. Sau khi tham gia các bộ phim truyền hình như Moonlighting (1982), Betrayal (1983), The Mission (1986) và Dead Ringers (1988), ông đã nhận được giải Oscar cho nam diễn viên chính xuất sắc nhất với vai diễn kẻ giết người bị buộc tội Claus von Bülow trong bộ phim Reversal of Fortune  (1990).
Với sự nghiệp đồ sộ trải dài xuyên suốt hai thập kỷ kể từ thời điểm đoạt tượng vàng Oscar danh giá, Irons tiếp tục góp mặt vào hàng loạt tác phẩm nổi tiếng trên toàn thế giới được giới chuyên môn đánh giá cao. Ông đóng vai chính trong Kafka (1991), The House of the Spirits (1993) và M. Butterfly (1993). Đảm nhận vai trò lồng tiếng cho nhân vật phản diện Scar trong The Lion King (1994) của Disney, nhập vai Simon Gruber trong Die Hard with a Vengeance (1995), Humbert Humbert trong Lolita (1997) và Aramis trong The Man in the Iron Mask (1998). Đến đầu những năm 2000 của thế kỷ 21, ông tiếp tục mang đến màn trình diễn nổi bật ở những tác phẩm mang tên The Merchant of Venice (2004), Being Julia (2004), Kingdom of Heaven (2005), Eragon (2006), Appaloosa (2008), Margin Call (2011), Batman v Superman: Dawn of Justice (2016), Justice League (2017) và Zack Snyder's Justice League (2021).
Trên lĩnh vực truyền hình, Irons xuất hiện ở dự án miniseries HBO mang tựa đề Elizabeth I, vai diễn sau đó đem về cho ông giải Emmy giờ vàng cho nam diễn viên phụ truyền hình xuất sắc nhất. Khoảng thời gian từ năm 2011 đến 2013, ông hóa thân thành Giáo hoàng Alexander VI ở loạt phim sử thi The Borgias của đài Showtime. Đến năm 2019, ông góp mặt trong series truyền hình nổi tiếng đoạt 11 tượng vàng Emmy Watchmen với vai siêu anh hùng Ozymandias - kẻ được mệnh danh là thông minh nhất lịch sử nhân loại. Ngoài lĩnh vực phim ảnh, Jeremy Irons còn được biết đến qua các hoạt động từ thiện tích cực, đến tháng 10 năm 2011, ông được vinh danh là đại sứ thiện chí cho Tổ chức Lương thực và Nông nghiệp của Liên Hợp Quốc.